# Sa'ad (kibboutz)
Pour les articles homonymes, voir Saad.
 (octobre 2023).
Si vous disposez d'ouvrages ou d'articles de référence ou si vous connaissez des sites web de qualité traitant du thème abordé ici, merci de compléter l'article en donnant les références utiles à sa vérifiabilité et en les liant à la section « Notes et références ».
Sa'ad est un kibboutz religieux dans le désert du Néguev, dans le sud d'Israël. Il se trouve près de Gaza, et des villes de Sdérot et de Netivot.

## Histoire
Le kibboutz est fondé le 20 juin 1947, par des membres du mouvement de jeunesse religieux du Bnei-Akiva.
En raison de sa proximité de Gaza, le kibboutz a été l'objectif de nombreuses attaques de roquettes.
Le 7 octobre 2023, il est attaqué par un commando du Hamas, qui ne peuvent pas pénétrer et doivent s'enfuir. Des plans minutieusement préparés pour l'attaque sont découverts. 